# Loon Lions
Zie Landslake Lions voor het mannenbasketbal

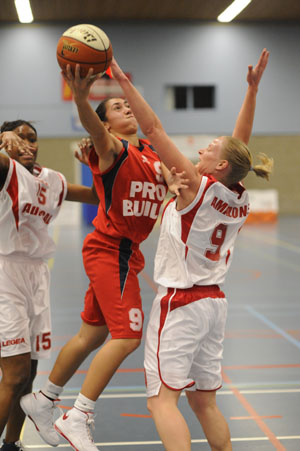
Wedstrijd van het vrouwenteam in 2008

Loon Lions is het vrouwenteam van de basketbalclub Landslake Lions uit de Nederlandse plaats Landsmeer (provincie Noord-Holland). De club werd opgericht in 1972. 
Het team promoveerde als Sneekhout Lions in 1993 naar de eredivisie voor dames. Sindsdien behaalde het team zes landskampioenschappen, in 2001, 2007, 2010, 2012, 2013 en 2016, en zes bekerkampioenschappen, in 2006, 2008, 2009, 2010, 2013 en 2019. Ook werden zes edities van de SuperCup gewonnen, namelijk in 2009, 2010, 2011, 2012, 2013 en 2016.
Op 8 december 2013 veranderde de club haar naam in Loon Lions, naar de salarissoftware genaamd Loon geproduceerd door Loon Salarissoftware BV. Hiermee werd afscheid genomen van ProBuild als hoofdsponsor. 
In de zomer van 2022, na een jaar zonder hoofdsponsor, werden de Lions de TopKip Lions dankzij een samenwerking met het pluimveebedrijf TopKip.

## Erelijst
- 6x Landskampioenschap (2001, 2007, 2010, 2012, 2013, 2016)
- 6x NBB-Beker (2006, 2008, 2009, 2010, 2013, 2019)
- 6x SuperCup (2009, 2010, 2011, 2012, 2013, 2016)